# Пчегатлукай
Пчегатлукай — аул в Теучежском муниципальном районе Республики Адыгея России.
Административный центр Пчегатлукайского сельского поселения.

## География
Расположен на левом берегу реки Псекупс и Краснодарского водохранилища, в 5 км. восточнее города Адыгейска, в 15 км. западнее районного центра, аула Понежукай.

## История
Аул основан в 1856 году.

## Население
| 2002 | 2010 | 2013 | 2014  | 2015  | 2016  | 2017 |
| ---- | ---- | ---- | ----- | ----- | ----- | ---- |
| 877  | ↘832 | ↘831 | ↗857  | ↗868  | ↗870  | ↘868 |
| 2018 | 2019 | 2020 | 2021  | 2023  | 2024  |      |
| ↗869 | ↘845 | ↘823 | ↗1035 | ↘1028 | ↗1080 |      |

По данным Всероссийской переписи 2021 года:
| Народ               | Численность, чел. | Доля от всего населения, % |
| ------------------- | ----------------- | -------------------------- |
| адыги (черкесы)     | 811               | 78,35 %                    |
| русские             | 138               | 13,33 %                    |
| армяне              | 30                | 2,89 %                     |
| другие / не указано | 56                | 5,41 %                     |
| всего               | 1 035             | 100,0 %                    |

## Адыгейские роды аула
Приведены в порядке от крупного к малому: Хуако, Вайкок, Паранук, Шаззо, Духу, Пчегатлук, Гучетль, Джандар, Джамирзе, Казанчи, Схаплок, Гиш, Хурай, Мезох, Псеунок, Псеуш, Тлехатук.

## Улицы
| - 9 Мая, - Андрухаева, - Гагарина, - Д. Нехая, - Дружбы, - Кубанская, - Ласунова, - Ленина, - Майкопская, | - Паранука, - Псекупская, - Р. Хуако, - Схаплока, - Теучежа, - Титова, - Хакурате, - Чапаева. |